# Klöckner & Co
Klöckner & Co este o companie germană care este cel mai mare producător independent de oțel din Europa.
Kloeckner&Co are o cifră anuală de afaceri de 6,3 miliarde euro .